# Нейробластома

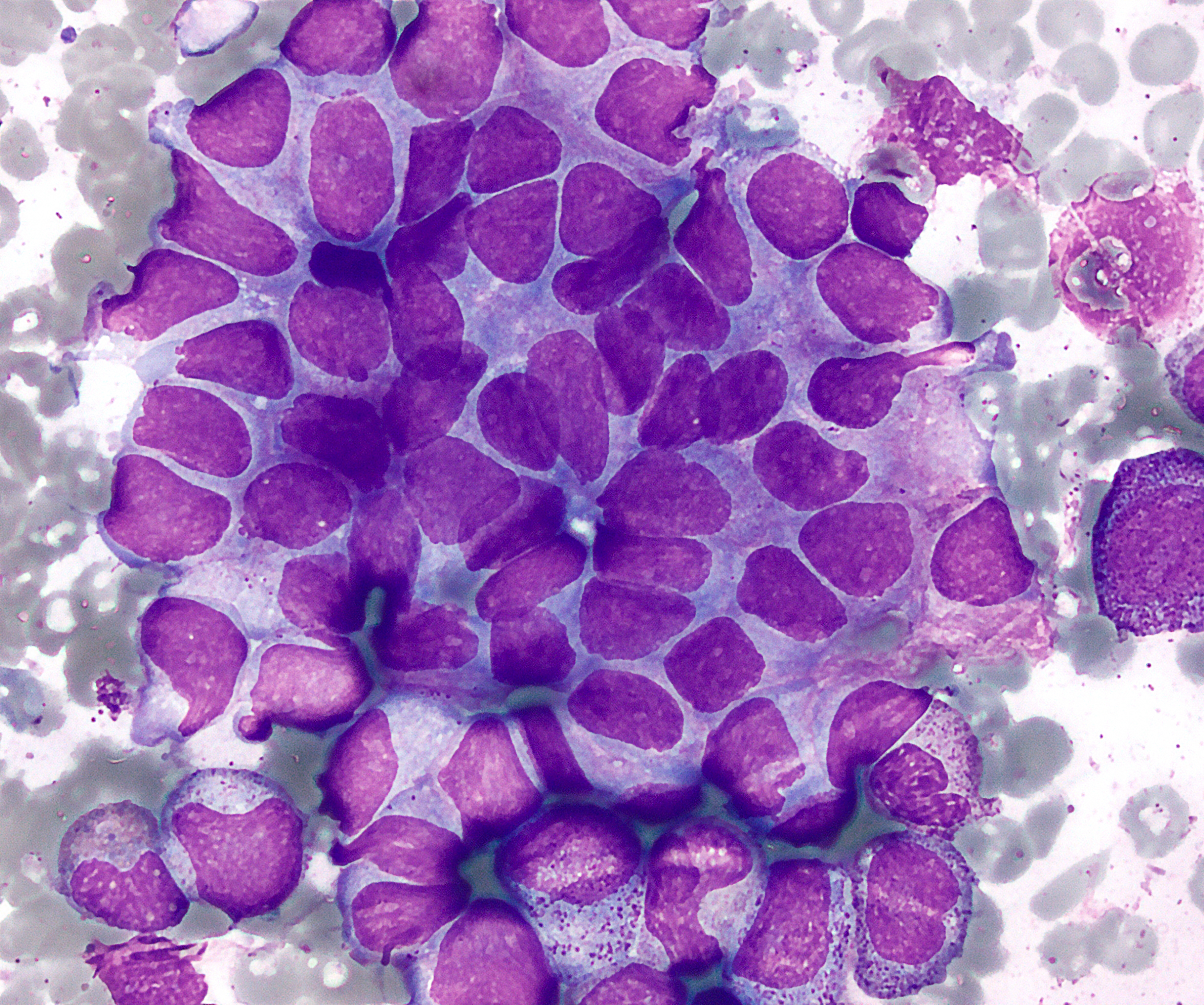
Атипові клітини нейробластоми у кістковому мозку, що створюють скупчення. Характерною рисою є нашарування ядер клітин одне на одне.

Нейробластома — злоякісна нейроендокринна пухлина, що походить з клітин нервового гребеня та може утворюватись з хромафіноцитів мозкової речовини надниркової залози, паравертебральних симпатичних гангліїв, парагангліїв симпатичної нервової системи.
Нейробластома є напоширенішим екстракраніальним новоутворенням педіатричного (дитячого) населення. Серед інших злоякісних пухлин у дітей частка нейробластоми становить до 10 %. Ця пухлина є однією з небагатьох утворень, що може спонтанно регресувати.
Естезіонейробластома, також відома як нейробластома, що походить з нюхового (ольфакторного) епітелію. Цей тип нейробластом виділяють окремо, оскільки вона не розвивається з клітин симпатичної нервової системи.
Найбільш поширеною локалізацією нейробластоми є мозкова речовина надниркових залоз, що визначається в 40 % випадків. Проте, нейробластома також може утворюватись, також, в будь-якій іншій тканині симпатичної нервової системи.

## Етіологія
Етіологія нейробластоми остаточно не визначена. Переважна більшість випадків класифікують як спорадичні. Близько 1-2 % випадків, що визначались у родичів, були пов'язані з конкретними мутаціями генів. Фамільні нейробластоми пов'язують з гермінальними мутаціями в гені ALK — кіназа анапластичної лімфоми. Гермінальні мутації в генах PHOX2A або KIF1B також пов'язують з фамільною нейробластомою. Нейробластома також визначається при нейрофіброматозі I типу і синдромі Беквіта-Відеманна (Beckwith-Wiedemann).